# 利蒙省
利蒙省（西班牙語：Provincia de Limón）是哥斯达黎加東部大西洋岸的一个省。
面積9,188平方公里，2005年人口389,600人。首府利蒙。下分6縣。
1. ↑  . hdi.globaldatalab.org.   [2018-09-13]. （原始内容存档于2018-09-23） （英语）.